# Comuna Cornești, Cluj
Cornești, mai demult Chendu, (în maghiară Magyarszarvaskend), este o comună în județul Cluj, Transilvania, România, formată din satele Bârlea, Cornești (reședința), Igriția, Lujerdiu, Morău, Stoiana, Tiocu de Jos, Tiocu de Sus și Tioltiur.

## Demografie
Componența etnică a comunei Cornești
     Români (81,06%)
     Maghiari (9,51%)
     Romi (3,17%)
     Alte etnii (0%)
     Necunoscută (6,26%)
Componența confesională a comunei Cornești
     Ortodocși (70,94%)
     Penticostali (9,43%)
     Reformați (8,6%)
     Romano-catolici (1,36%)
     Greco-catolici (1,06%)
     Alte religii (1,66%)
     Necunoscută (6,94%)
Conform recensământului efectuat în 2021, populația comunei Cornești se ridică la 1.325 de locuitori, în scădere față de recensământul anterior din 2011, când fuseseră înregistrați 1.493 de locuitori. Majoritatea locuitorilor sunt români (81,06%), cu minorități de maghiari (9,51%) și romi (3,17%), iar pentru 6,26% nu se cunoaște apartenența etnică. Din punct de vedere confesional, majoritatea locuitorilor sunt ortodocși (70,94%), cu minorități de penticostali (9,43%), reformați (8,6%), romano-catolici (1,36%) și greco-catolici (1,06%), iar pentru 6,94% nu se cunoaște apartenența confesională.

## Politică și administrație
Comuna Cornești este administrată de un primar și un consiliu local compus din 9 consilieri. Primarul, Cornel-Vasile Chifor[*], de la Partidul Național Liberal, este în funcție din octombrie 2020. Începând cu alegerile locale din 2024, consiliul local are următoarea componență pe partide politice:
|  | Partid                                 | Consilieri | Componența Consiliului | Componența Consiliului | Componența Consiliului | Componența Consiliului | Componența Consiliului |
|  | -------------------------------------- | ---------- | ---------------------- | ---------------------- | ---------------------- | ---------------------- | ---------------------- |
|  | Partidul Național Liberal              | 5          |                        |                        |                        |                        |                        |
|  | Partidul Social Democrat               | 2          |                        |                        |                        |                        |                        |
|  | Uniunea Democrată Maghiară din România | 1          |                        |                        |                        |                        |                        |
|  | Alianța pentru Unirea Românilor        | 1          |                        |                        |                        |                        |                        |

### Evoluție istorică
Evoluția populației de-a lungul timpului:
Cornești, Cluj - evoluția demografică

|  | Graficele sunt indisponibile din cauza unor probleme tehnice. Mai multe informații se găsesc la Phabricator și la wiki-ul MediaWiki. |

Date: Recensăminte sau birourile de statistică - grafică realizată de Wikipedia

Recensământul populației, structura etnică :
| Recensământ Anul / Total loc. | Români | Maghiari | Germani | Rromi | Alte etnii |
| ----------------------------- | ------ | -------- | ------- | ----- | ---------- |
| 1880 - 3.667                  | 2.973  | 629      | 20      |       | 45         |
| 1890 - 3.937                  | 3.144  | 723      | 21      |       | 49         |
| 1900 - 4.332                  | 3.521  | 746      | 40      |       | 25         |
| 1910 - 4.757                  | 3.788  | 861      | 95      |       | 13         |
| 1920 - 4.485                  | 3.654  | 701      |         |       | 130        |
| 1930 - 4.984                  | 4.172  | 700      |         | 27    | 85         |
| 1941 - 5.520                  | 4.579  | 921      |         | 1     | 20         |
| 1956 - 5.662                  | 4.896  | 755      |         | 5     | 6          |
| 1966 - 4.587                  | 4.031  | 556      |         |       |            |
| 1977 - 3.489                  | 2.995  | 468      |         | 26    |            |
| 1992 - 1.967                  | 1.721  | 246      |         |       |            |
| 2002 - 1.809                  | 1.516  | 265      |         | 28    |            |

## Atracții turistice
- Biserica de zid „Sfinții Arhangheli Mihail și Gavriil” din satul Lujerdiu, construcție secolul al XVI-lea, monument istoric
- Biserica reformată-calvină din satul Stoiana, construcție secolul al XV-lea, monument istoric
- Biserica reformată-calvină din satul Tiocu de Jos, construcție secolul al XIV-lea, monument istoric
- Biserica reformată-calvină din satul Tiocu de Sus, construcție secolul al XIII-lea, monument istoric
- Biserica de lemn „Sfinții Arhangheli Mihail și Gavriil” din satul Tioltiur, construcție 1800, monument istoric
- Biserica romano-catolică „Sfânta Maria Mare” din satul Cornești, construcție 1725, monument istoric
- Conacul „Schirling” din satul Cornești, construcție secolul al XVIII-lea, monument istoric

## Galerie de imagini

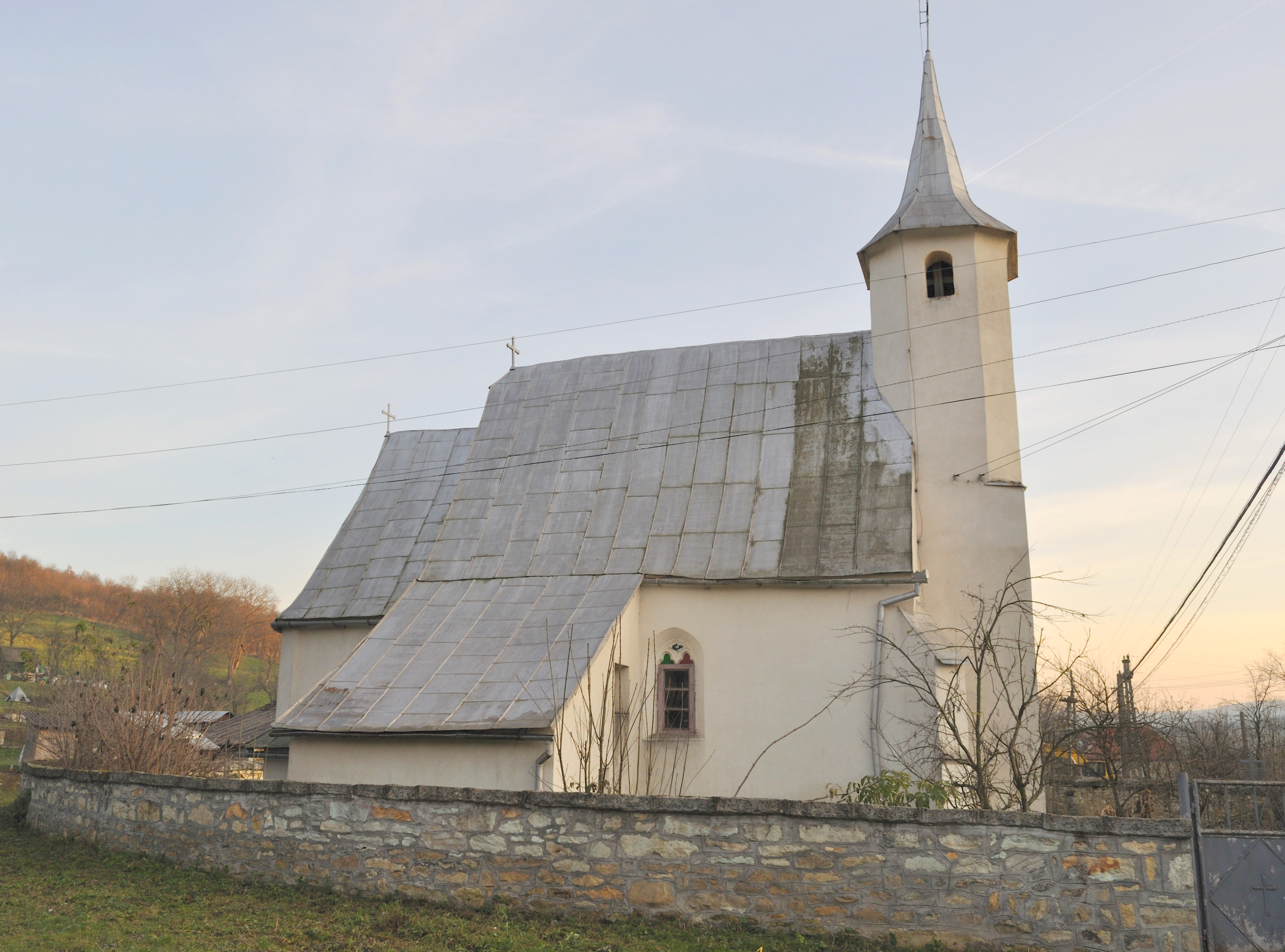
Biserica romano-catolică din satul Cornești (monument istoric)
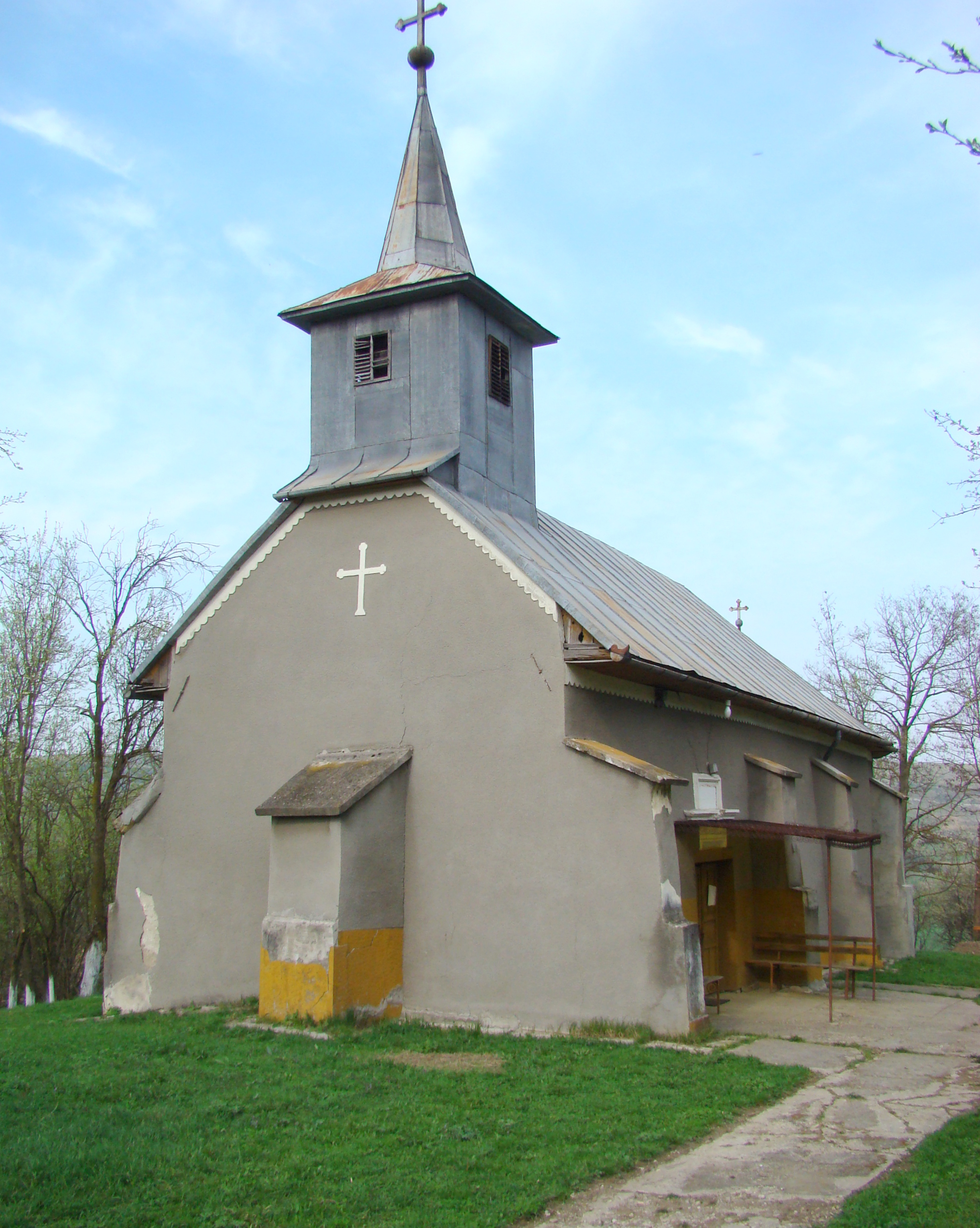
Biserica „Sfinții Arhangheli” din satul Lujerdiu (monument istoric)
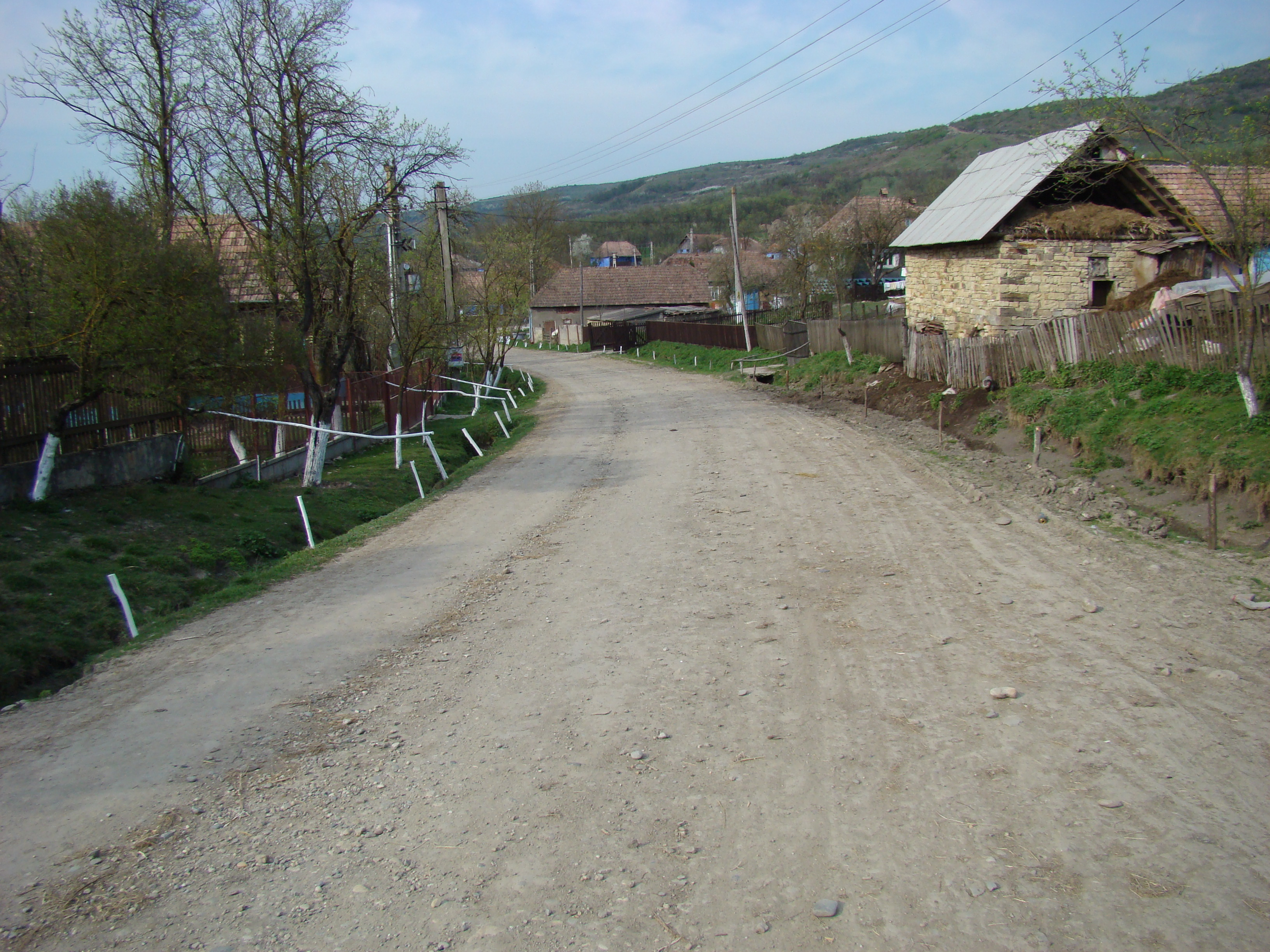
Satul Bârlea
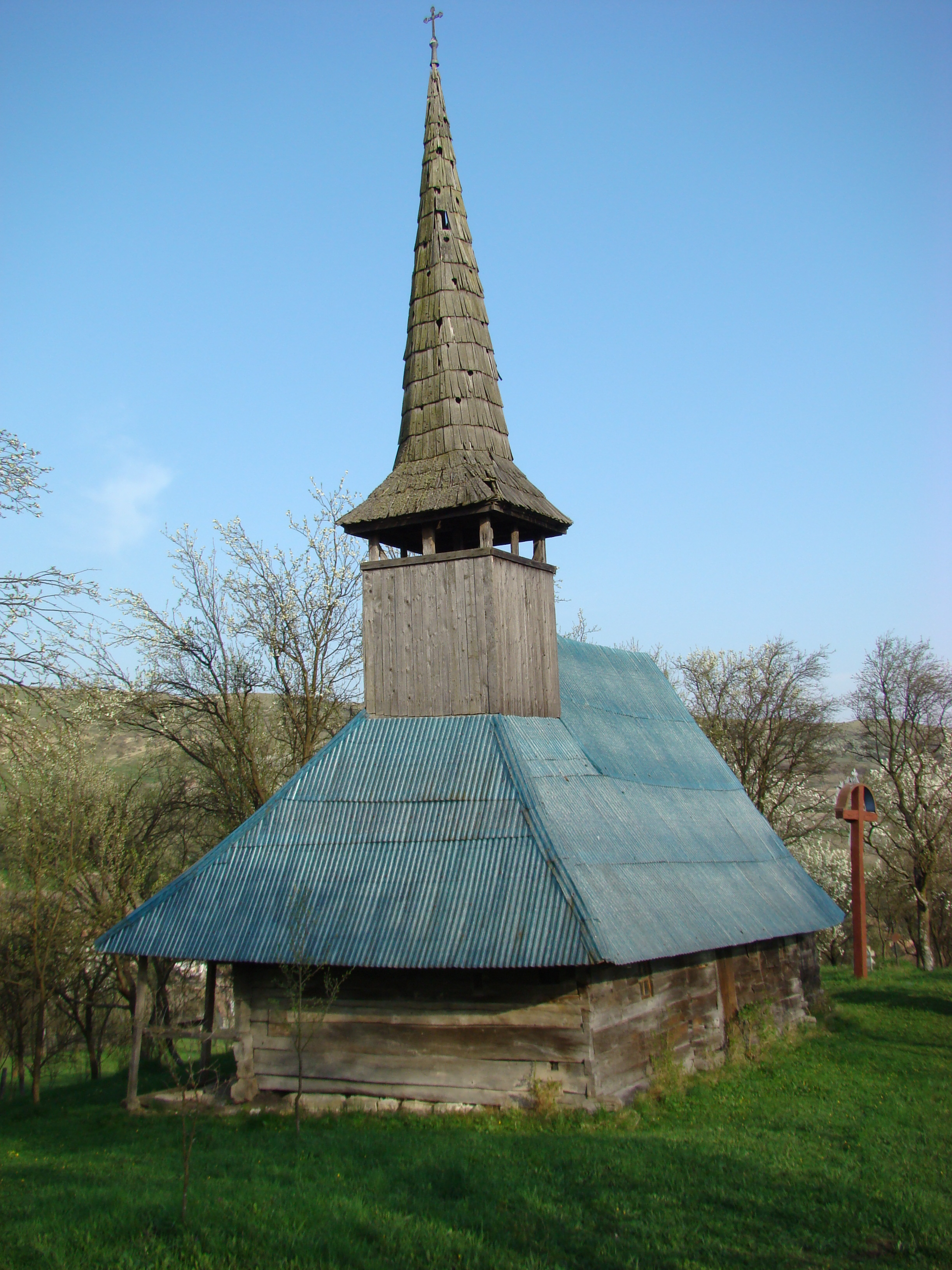
Biserica de lemn din satul Tioltiur (monument istoric)
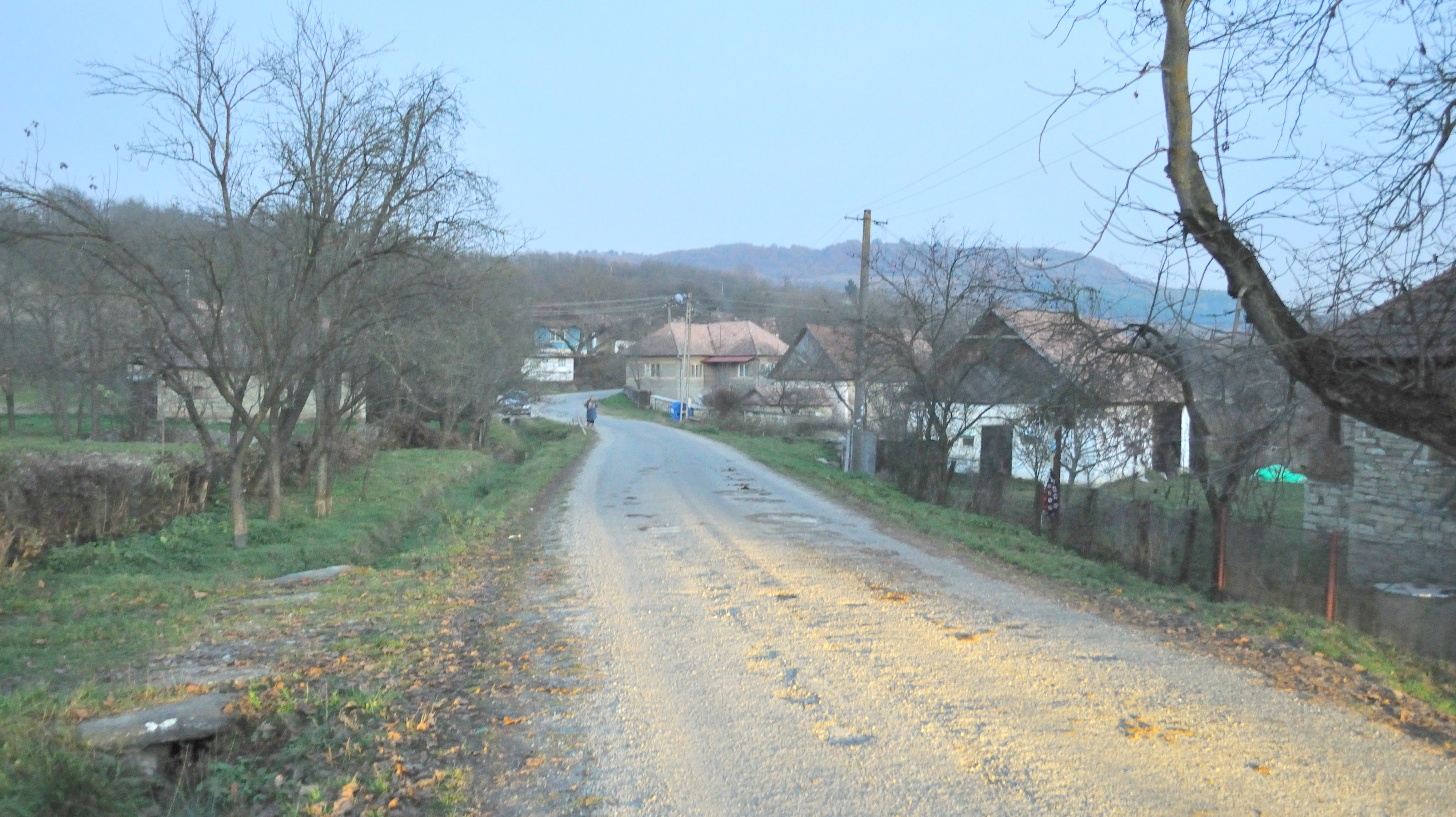
Satul Igriţia
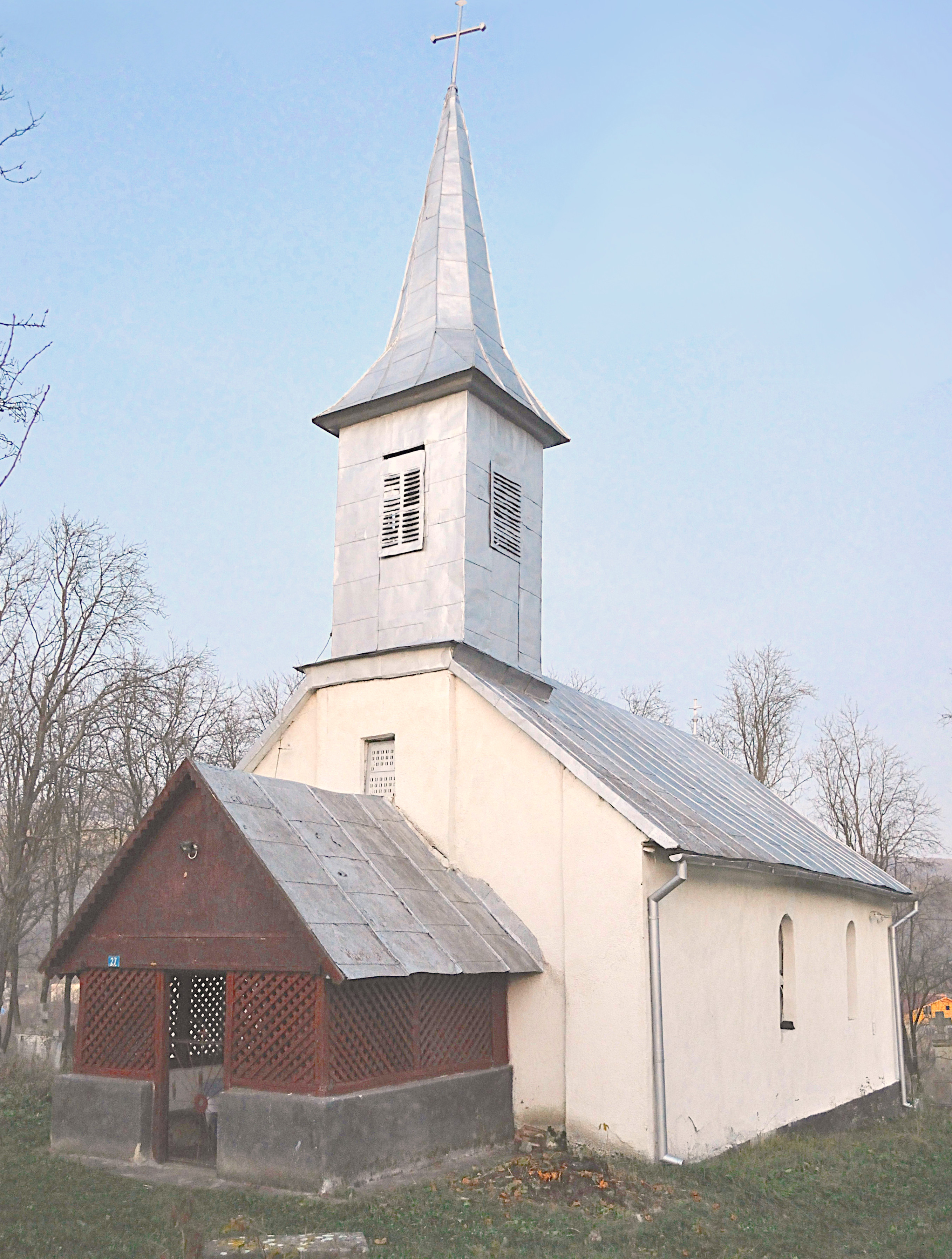
Biserica din satul Igriţia
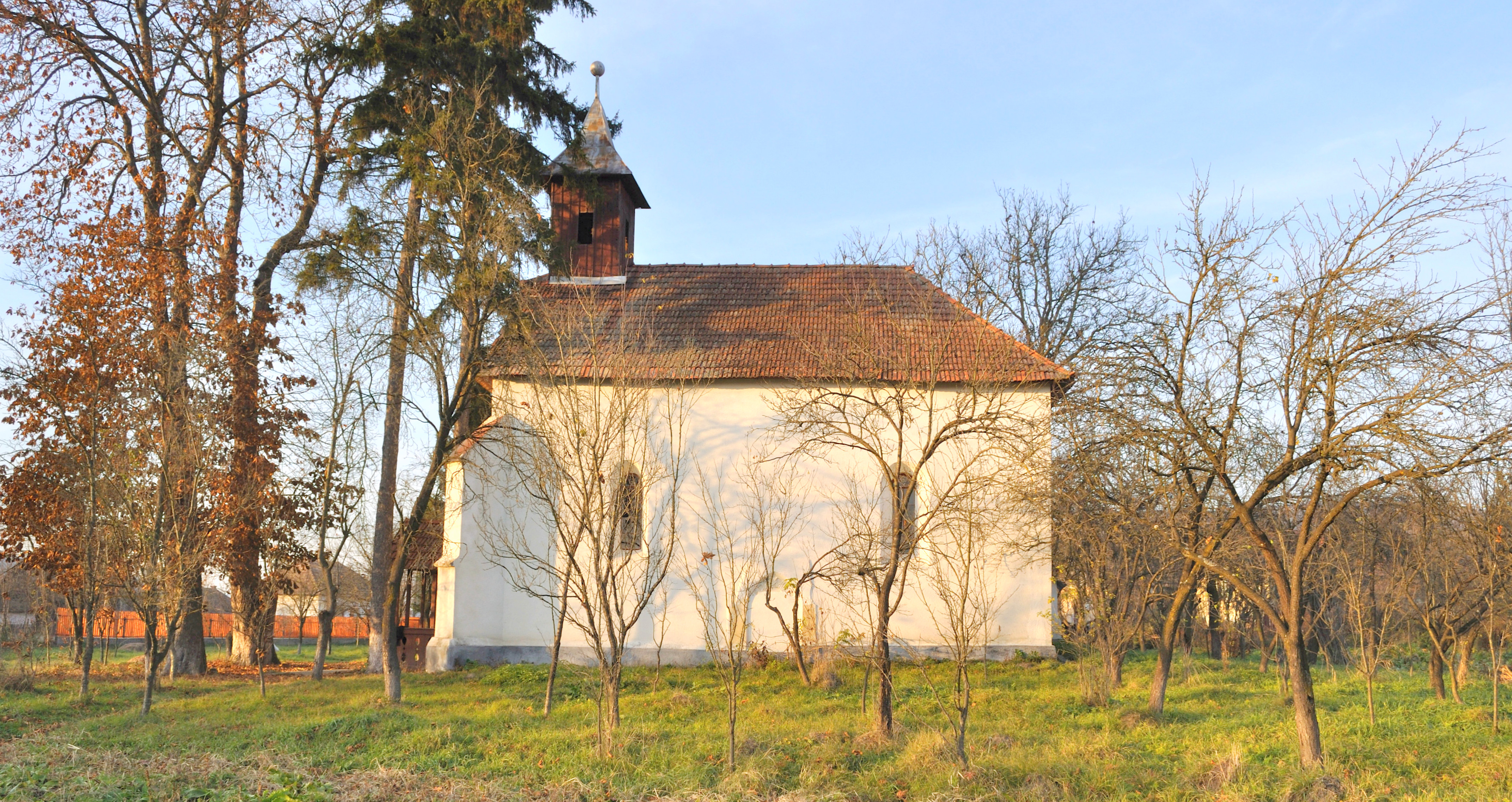
Biserica reformată din satul Stoiana (monument istoric)
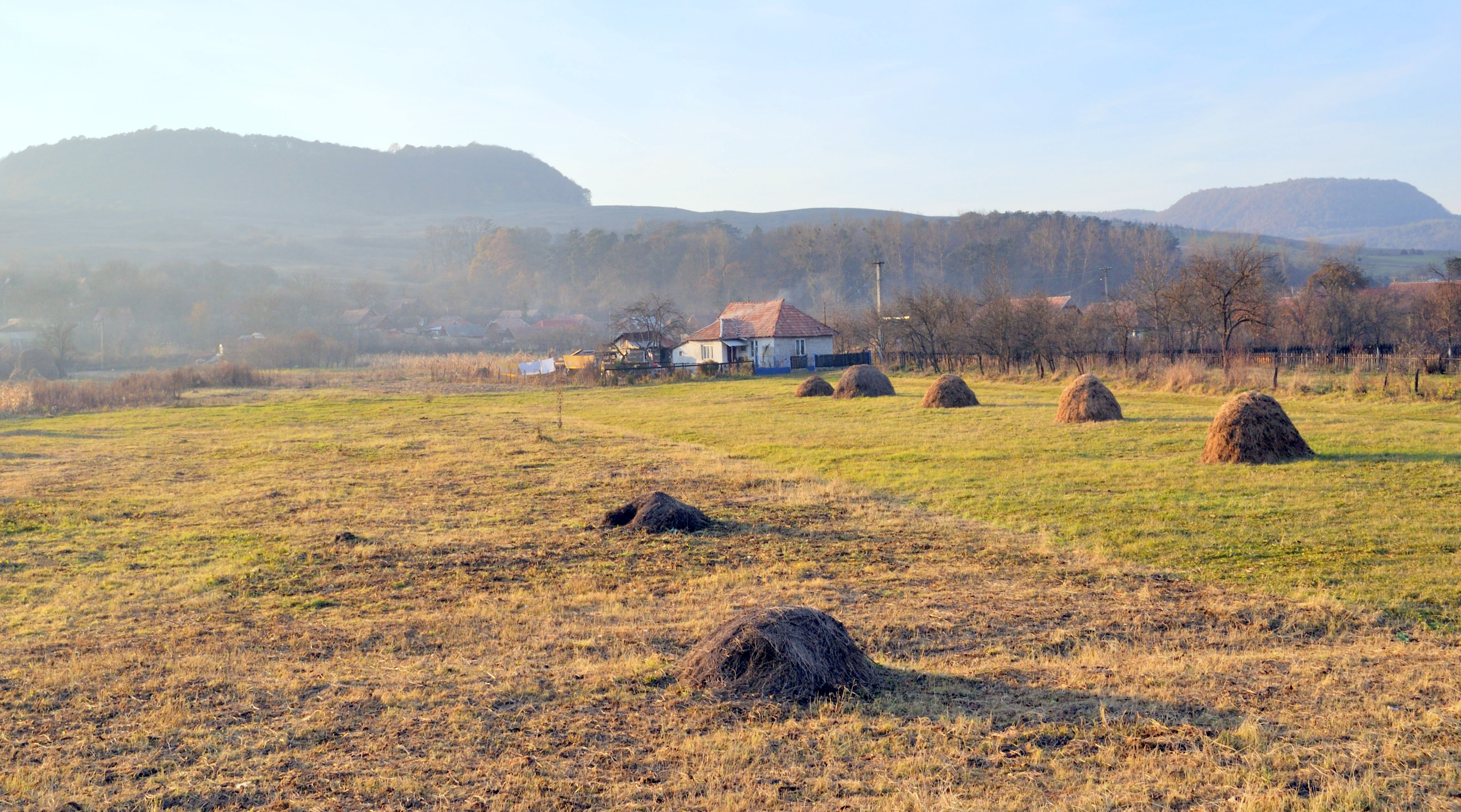
Satul Stoiana
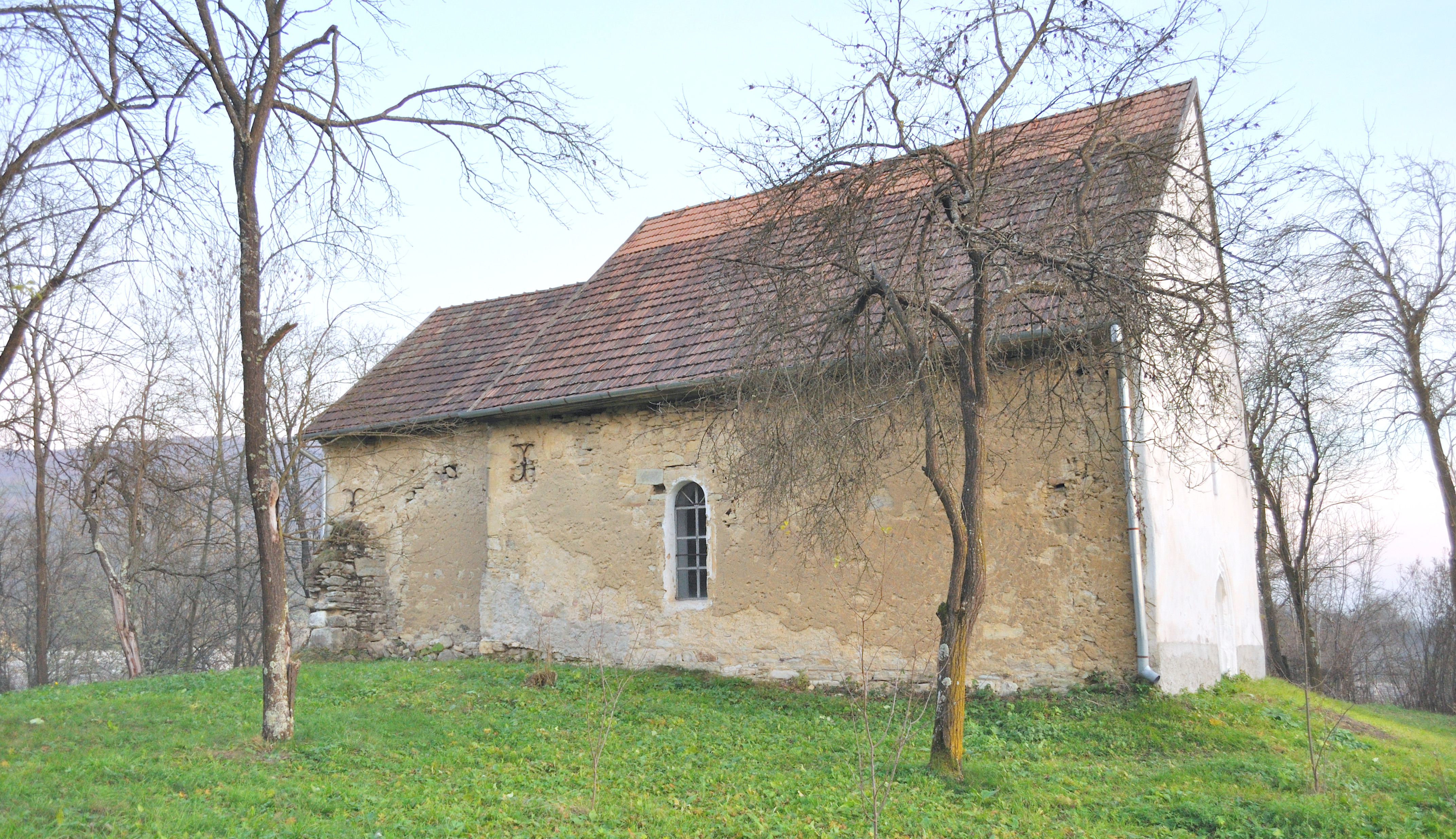
Biserica reformată din satul Tiocu de Sus (monument istoric)
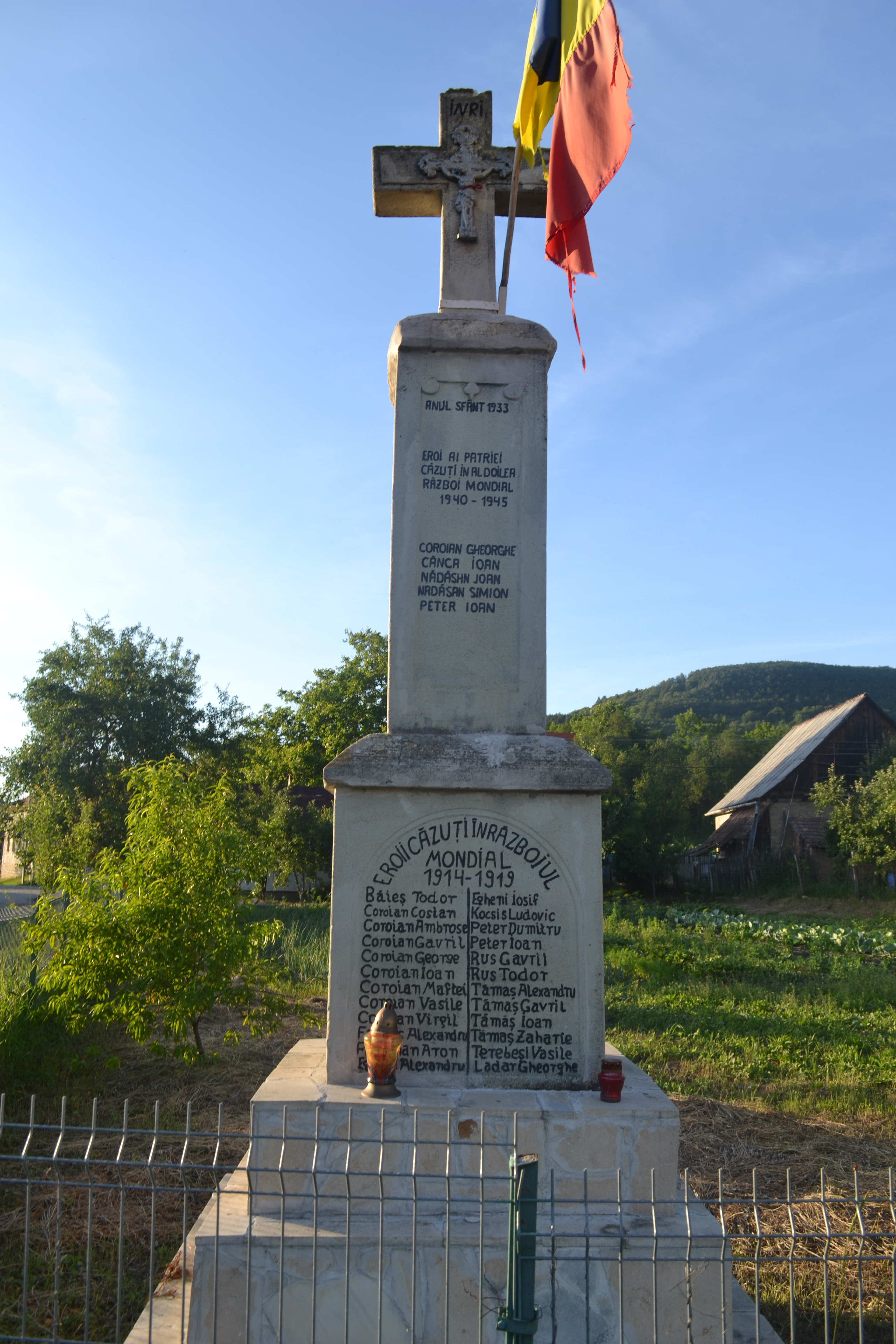
Monumentul eroilor din Tiocu de Sus
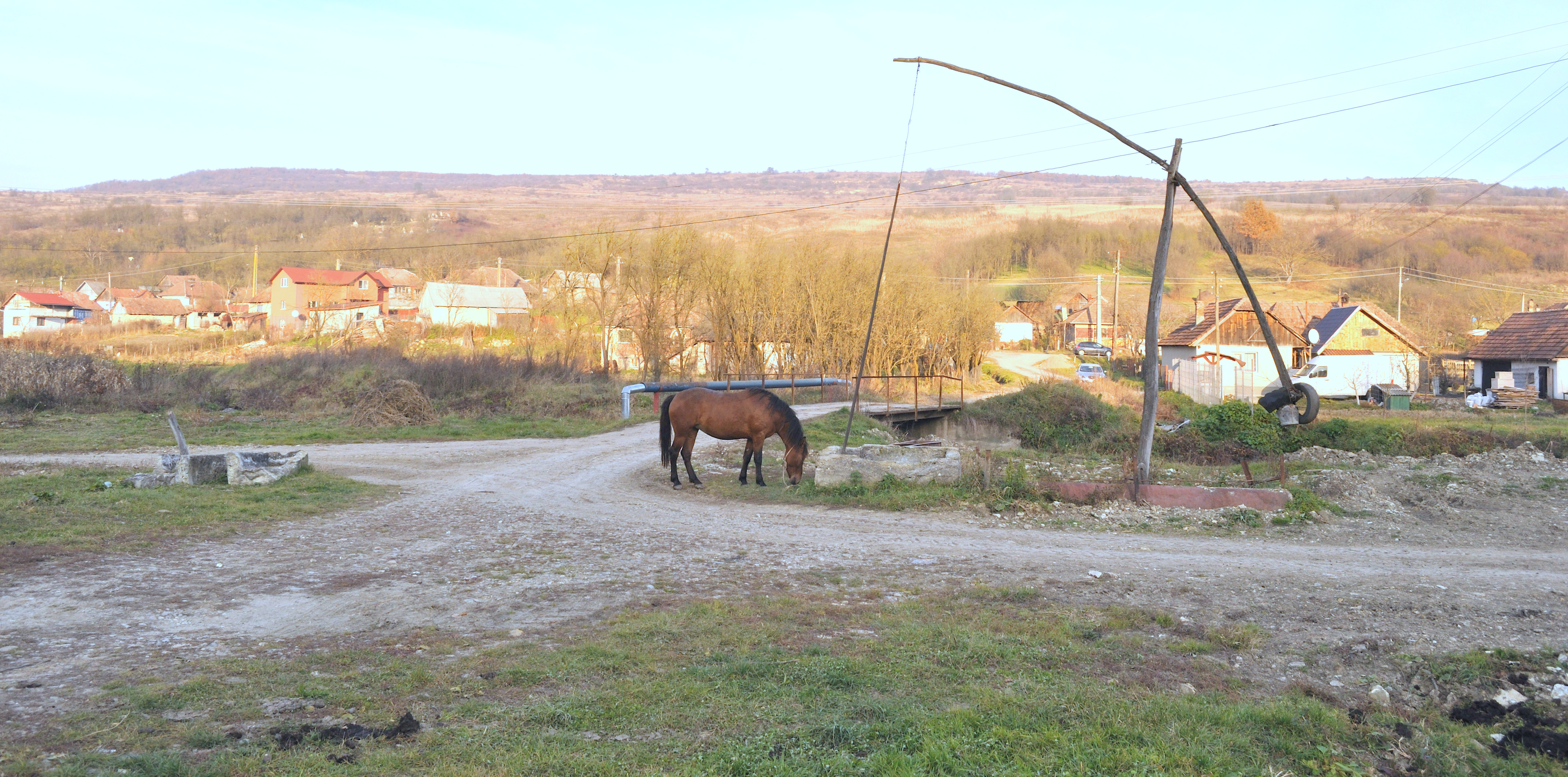
Satul Morău
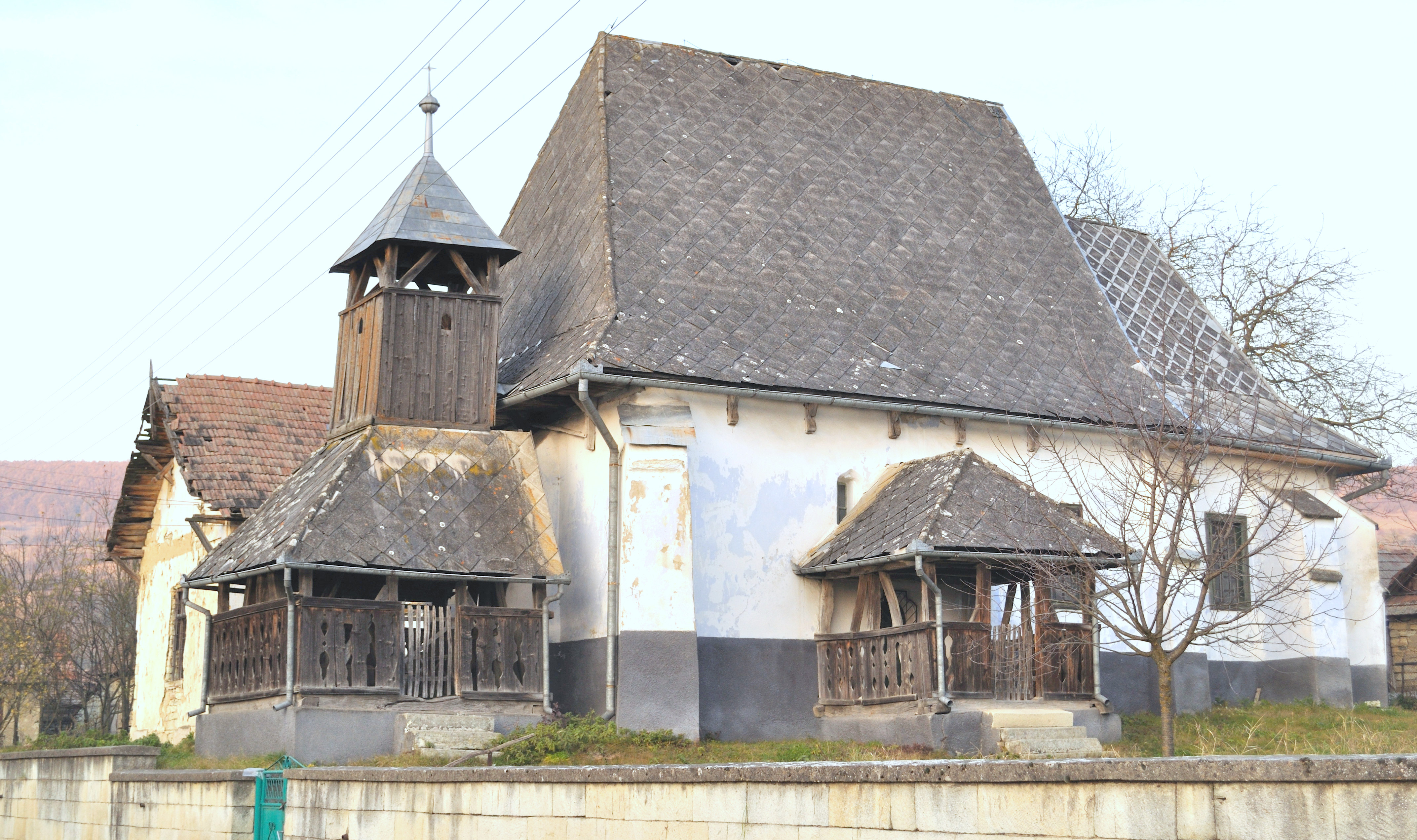
Biserica reformată din satul Tiocu de Jos (monument istoric)
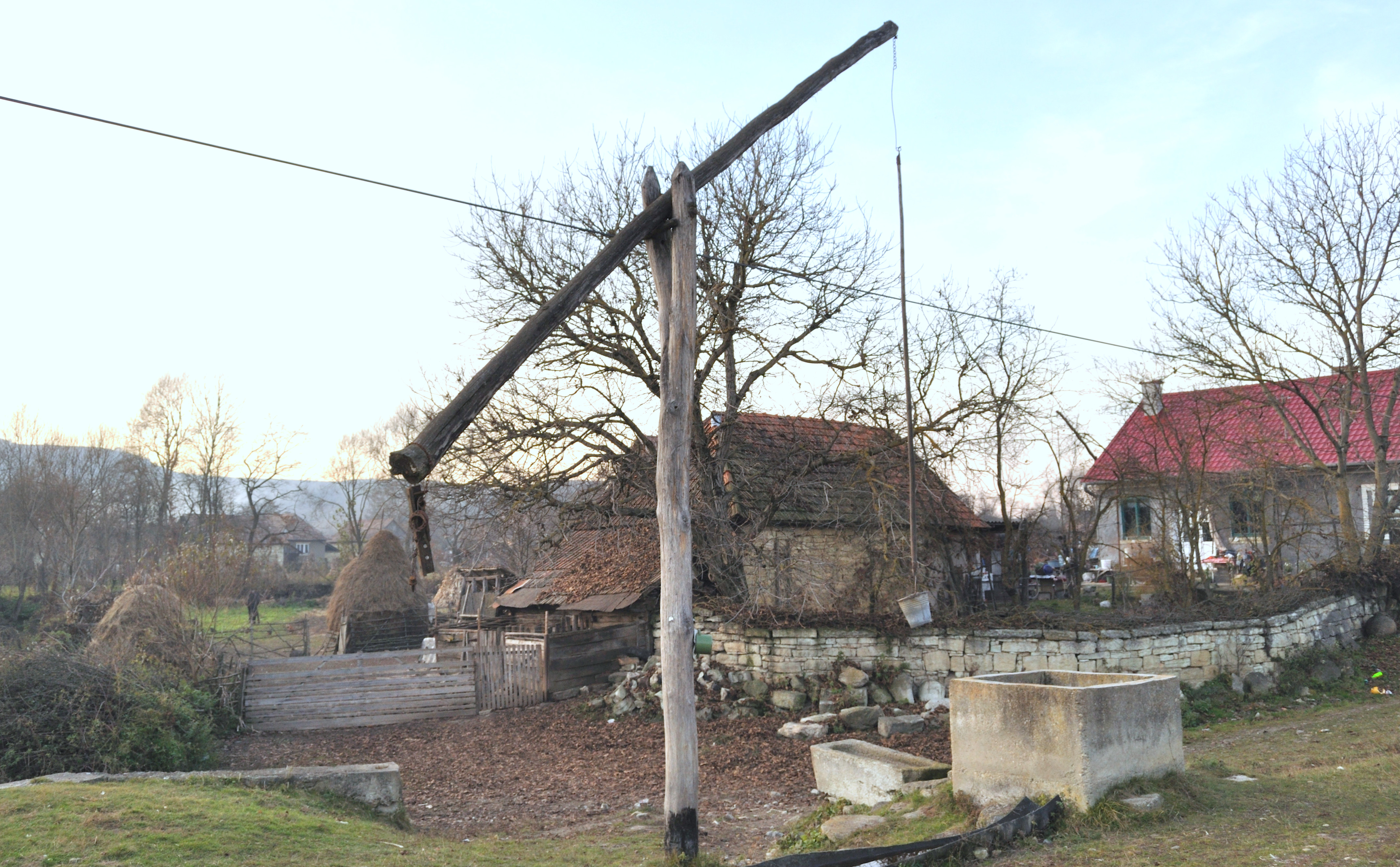
Satul Tiocu de Jos